# エディタソン

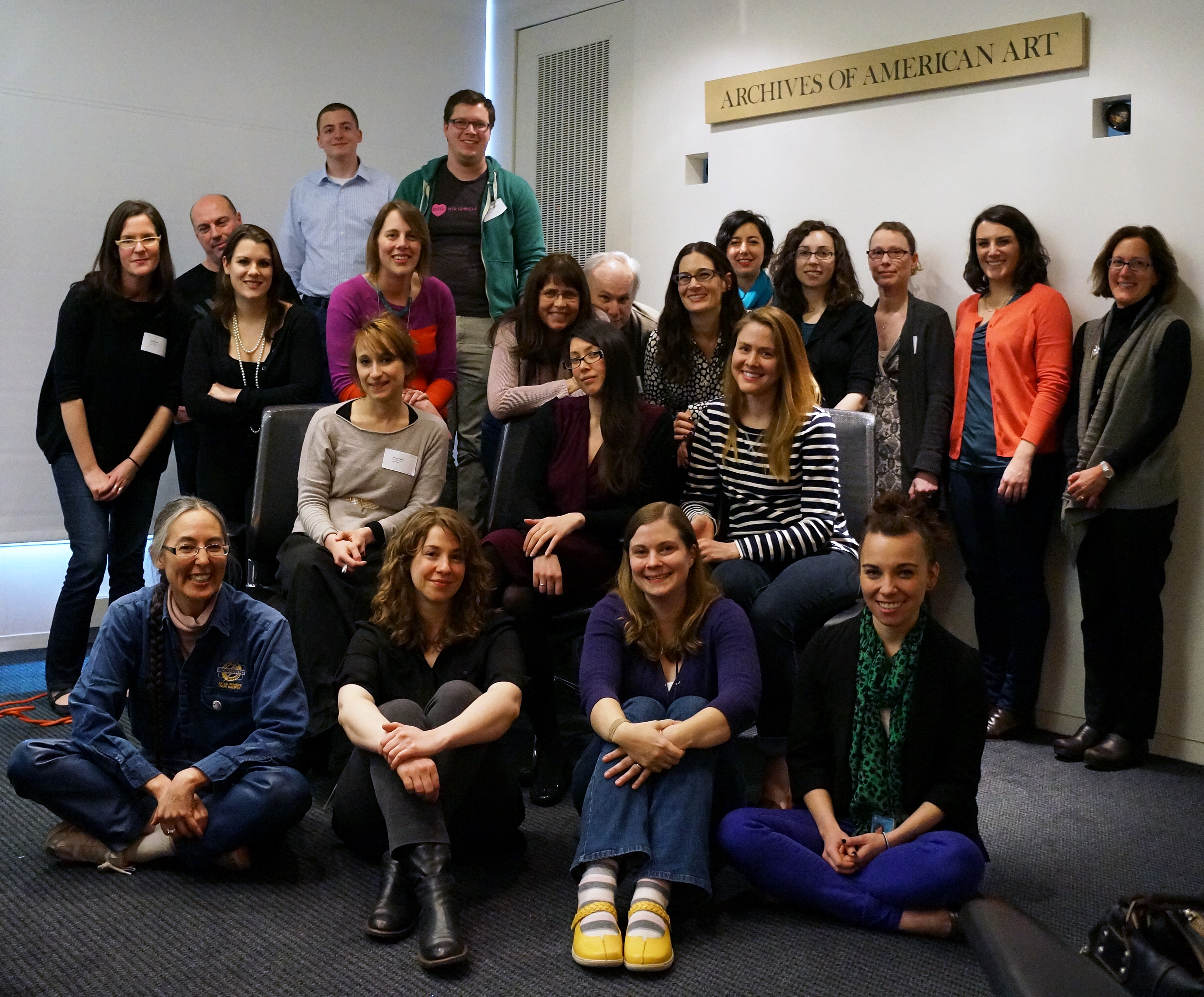
2013年にワシントンD.C.で開催された、ウィキペディアの芸術エディタソン参加者

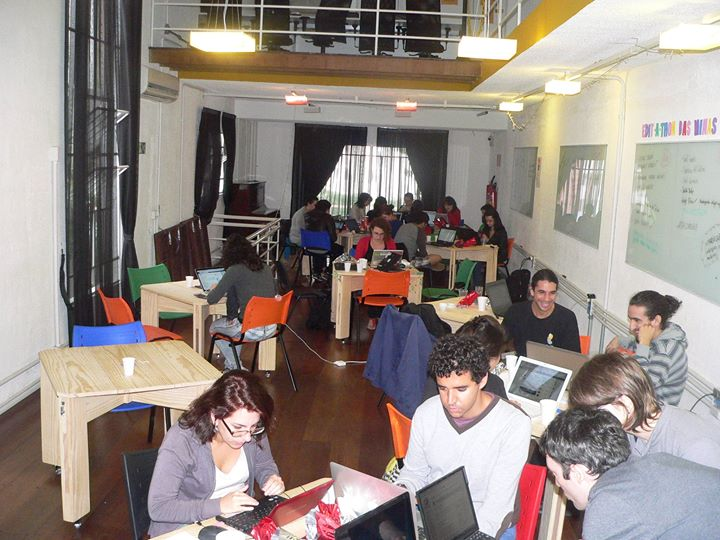
ブラジル・サンパウロで開催されたフェミニズム、女性の権利や著名な女性に関連する記事を作成、改善する為のウィキペディアのエディタソン（2014年）

エディタソン（英語: edit-a-thon, editathon）とはウィキペディアやオープンストリートマップといったプロジェクトのオンラインコミュニティが開催するイベントで、編集者が特定のトピック、特定のコンテンツを一緒に編集し改善したり、新参者に基本的な編集方法を教えている。エディタソンは「edit」と「marathon（マラソン）」のかばん語である。
ウィキペディアのエディタソンではウィキメディア支部の拠点や博物館、公文書館といった文化機関を会場とし、文化遺産の名所、博物館のコレクション、女性の歴史、フェミニズム、ウィキペディアの性差別解消その他といったテーマで開催している。ウィキペディアン・イン・レジデンスが主催するエディタソンもある。
オープンストリートマップのコミュニティもエディタソンを数多く開催している。

## エディタソンの例
Wikipediaエディタソン
- 2018年4月17日、医学図書館全米ネットワーク（NNLM）が、既存のWikipediaの希少疾患に関する記事に出典を付けるエディタソンを開催した[6]。
- ウィキペディアタウン
- ソウマヤ美術館が2016年6月9－12日に行ったエディタソンは、ウィキメディア・メキシコのボランティアと博物館のスタッフが72時間の連続編集を行いギネス記録に認定された[7]。